# Martin Lynes
Martin Lynes é um ator australiano conhecido pelo seu papel em Blue Water High.